# 三山氏
三山氏（みやまし）は、日本の姓氏のひとつ。三山氏の名の由来については諸説あって定まらないが、各地の地名から起こったと考えられる。三山朝臣のほか下総国、美作国、武蔵国などにも存在する。
- 地域によっては、御山氏（みやまし）と称する場合もある。現在、御山氏は千葉県に多い。

## 下総三山氏
船橋三山氏の始祖は天武天皇の裔智努王とされる。御山造（燕帰化族）の後裔とする説もある。下総国千葉郡三山郷（現在の千葉県船橋市三山）を領有。累代三山明神神社の祠官を務め、付近11ケ村の氏子を支配管理し、その威、四隣に振う。三山家には、同社に関する多数の古文書が多く所蔵されている。